# پسفیک آیلند ایر
پسفیک آیلند ایر (به انگلیسی: Pacific Island Air) یک شرکت هواپیمایی است که در تاریخ ۱۹۹۹ میلادی تأسیس شده است.
دفتر مرکزی پسفیک آیلند ایر در فیجی واقع شده‌است و به فیجی، پرواز مستقیم انجام می‌دهد.